# Hibiscus kokio
Hibiscus kokio es una especie de arbusto perteneciente a la familia de las malváceas. Es originaria de Estados Unidos.

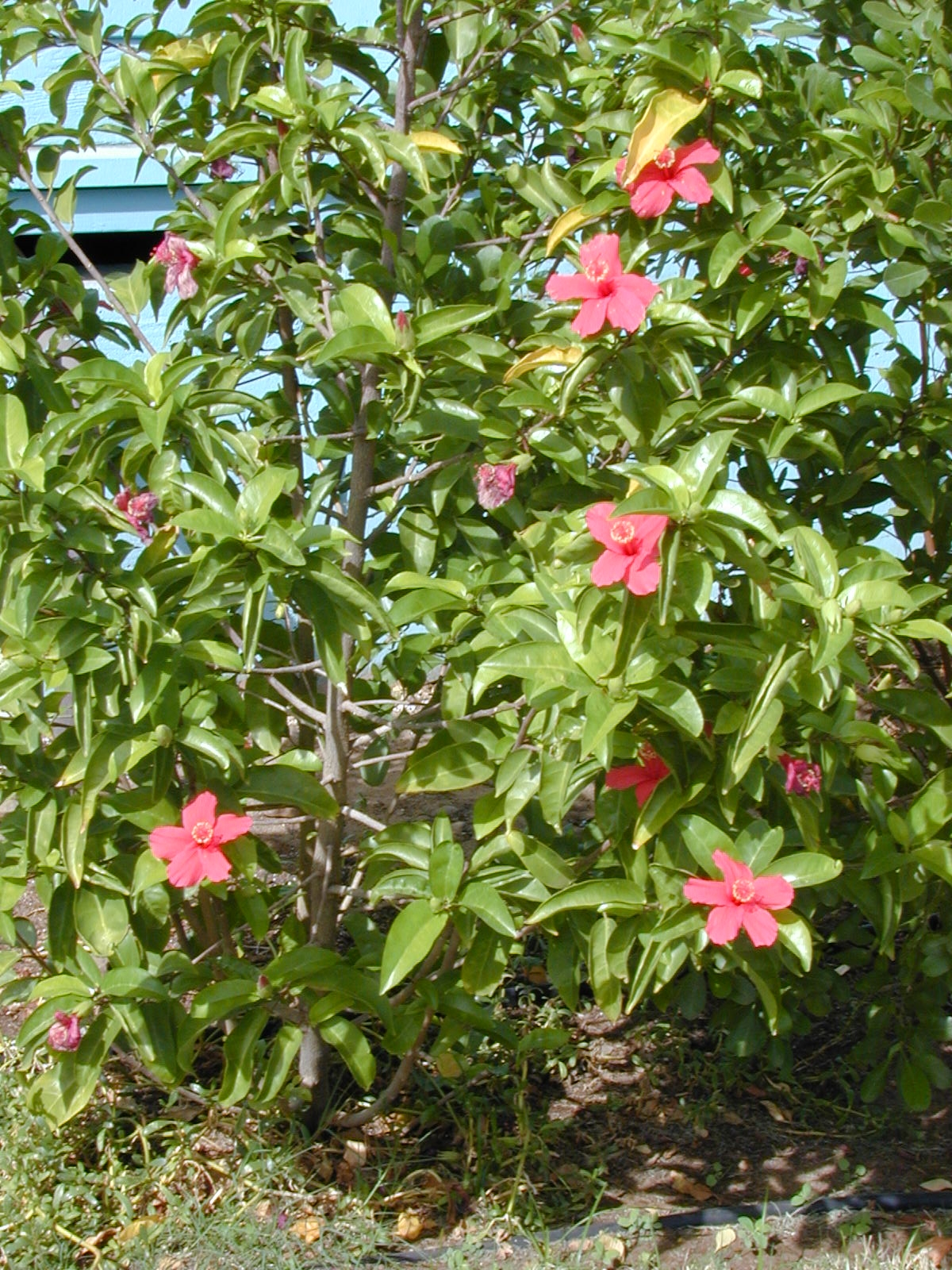
Vista del arbusto

## Descripción
Es un arbusto o árbol pequeño que alcanza los 3-7 m de altura, con flores de color rojo a anaranjado (o rara vez amarillo). Esta especie endémica de Hawái no está oficialmente en la lista, pero está considerada como rara en la naturaleza. Se reconocen dos subespecies : 
- Hibiscus kokio kokio que se encuentra en los bosques húmedos en Kauai, Oahu, Maui, Hawái  en alturas de 70-800 metros;[1]  y
- Hibiscus kokio saintjohnianus que se encuentra al noroeste de Kauai en alturas de 150-890 metros.[2]

## Taxonomía
Hibiscus kokio fue descrita por Hillebr. Ex Wawra y publicado en Flora 56(11): 174. 1873.
Etimología
Hibiscus: nombre genérico que deriva de la palabra griega: βίσκος ( hibískos ), que era el nombre que dio Dioscórides (40-90 d. C.)  a Althaea officinalis.
kokio: epíteto
Sinonimia
- Hibiscus kahilii
- Hibiscus saintjohnianus